# Olf Fischer
Olf Fischer, eigentlich Adolf Fischer (* 3. Oktober 1917 in München; † 7. März 1998 ebenda), war ein deutscher Autor, Regisseur und Schauspieler.

## Leben
Nach dem Zweiten Weltkrieg arbeitete Olf Fischer zunächst als Kabarettist für Radio München, dem Vorläufer des Bayerischen Rundfunks. Später war er bis in das Jahr 1982 Leiter der Abteilung Unterhaltung beim Bayerischen Rundfunk.
Olf Fischer initiierte die Starkbierprobe mit ihrem Singspiel auf dem Münchner Nockherberg. Er entwickelte 1954 das Hörfunkformat Der Komödienstadel, eine Sendereihe, die ab 1959 auch ins Fernsehen kam und die mit wechselnder Besetzung bis heute produziert wird. In fast allen Hörfunkproduktionen und in mehr als 30 Fernsehaufführungen führte er auch selbst Regie. In den Hörspielversionen von Meister Eder und sein Pumuckl sprach er verschiedene Rollen, u. a. den Schlosser Bernbacher oder den Hausmeister.
In der ZDF-Produktion Königlich Bayerisches Amtsgericht wirkte er in fünf Folgen als Schauspieler mit. In den späteren Adaptionen für den Hörfunk übernahm er im ersten Jahr (1984) die Funkbearbeitung.

## Persönliches
Olf Fischer war mit der Volksschauspielerin Ursula Herion verheiratet, ihre gemeinsame Tochter Julia Fischer ist ebenfalls als Schauspielerin und Sprecherin tätig.
Fischer starb am  7. März 1998 in seiner Geburtsstadt München im Alter von 80 Jahren.
Auf dem Obermenzinger Friedhof in München fanden er und seine Ehefrau ihre letzte Ruhe (Grab Nr. 32-1-52).

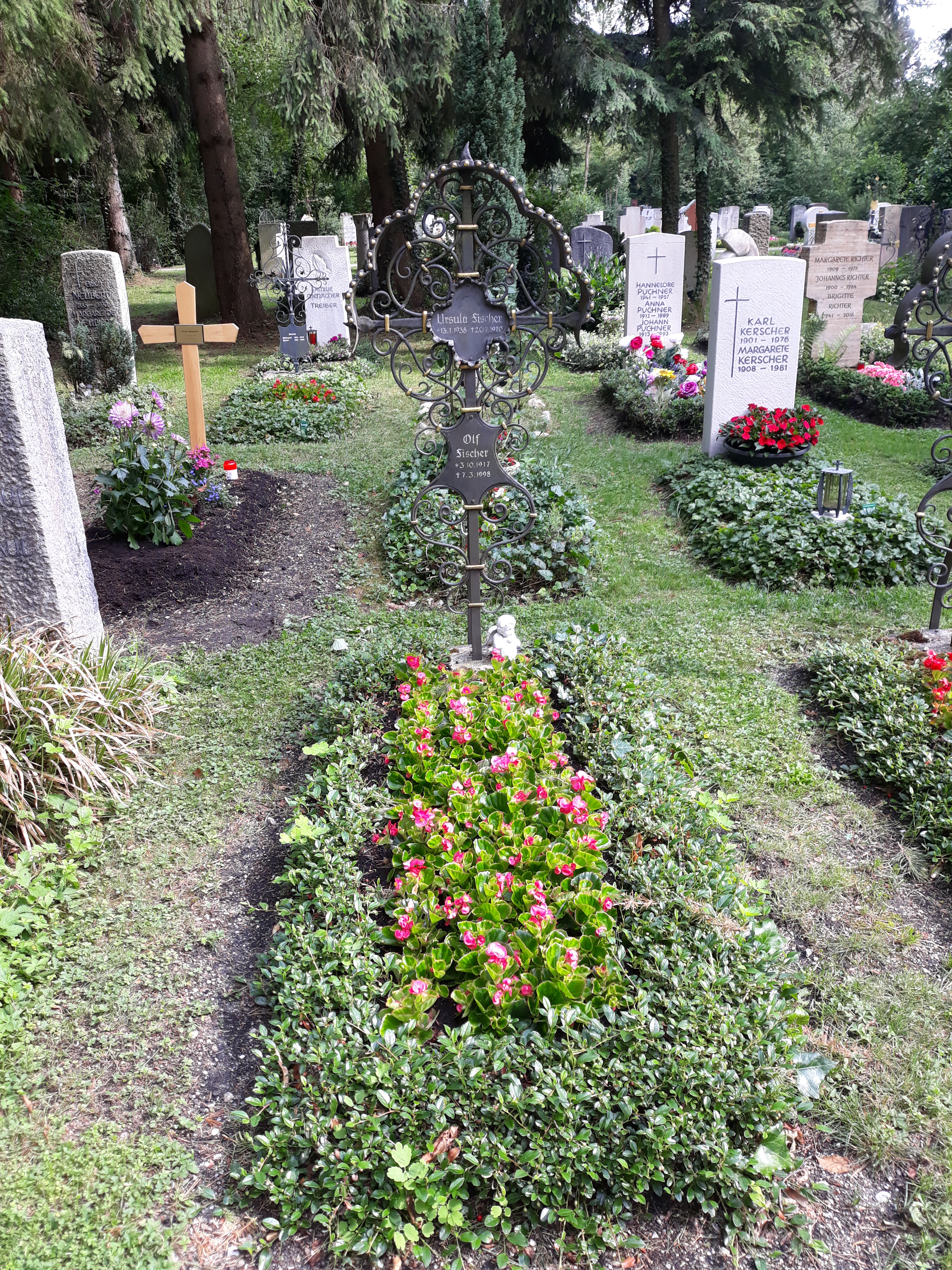
Das Grab Olf Fischer auf dem Friedhof Obermenzing in München

## Filmografie (Auswahl)
- 1952: Der weißblaue Löwe
- 1952–1998: Der Komödienstadel (als Autor, Drehbuchautor, auch mit Gastauftritten)
- 1984: Georg Lohmeier: Königlich Bayerisches Amtsgericht, Folgen 1–9, Redaktion und Regie: Michael Peter (Bearbeitung in Wort Olf Fischer)

## Hörspiele (Auswahl)
- 1947–1953: Brumml-G'schichten, Bayerischer Rundfunk, 21 Folgen, vorwiegend als Autor oder Mitautor

- 1947: Hans Christian Andersen: 2. Folge: Das Hemd (Bearbeitung (Wort), gemeinsam mit Michl Lang) – Regie: Kurt Wilhelm
- 1951: Max Joseph Fellheimer, Magnus Lärl: 21. Folge: Der Ringtausch (Unter Sonstige Mitwirkende aufgeführt) – Bearbeitung und Regie: Kurt Wilhelm

### Als Autor und Mitautor
- 1951: Willy Purucker, Olf Fischer, Fred Rauch: Pit und Fonso (2 Folgen). Eine musikalische Kriminalgeschichte – Regie: Willy Purucker
- 1953: Emil Vierlinger, Olf Fischer: Die listigen Weiber von München – Regie: Olf Fischer
- 1966: Max Neal, Olf Fischer: Das sündige Dorf – Bearbeitung und Regie: Olf Fischer

### Regie
- 1949: Alois Hönle: Drent in der Au. Eine Münchner Lokalposse
- 1949: Ludwig Anzengruber: Die Trutzige
- 1951: Jo Hanns Rösler, Fred Rauch, Paul de Nardin: Sieben heitere Kriminalgeschichten
- 1951: Paul Quensel: Das Dienstjubiläum
- 1951: Joseph Maria Lutz: Birnbaum und Hollerstauden. Ein bayerisches Singspiel (auch Bearbeitung (Wort))
- 1952: Franz Seitz senior: Sein vorletzter Wille. Ein ländliches Lustspiel
- 1952: Ludwig Thoma: Die Brautschau
- 1952: Ernst Hoferichter: Der Engel im Trambahnwagen
- 1953: Johann Nestroy: Hinüber – Herüber
- 1955: Ludwig Thoma: Erster Klasse. Einakter
- 1958: Georg Queri: Matheis bricht's Eis. Ein ländliches Lustspiel (nur Sprecher, Rolle: Der Schulrat) – Regie: Arnulf Schröder
- 1971: Georg Queri: Matheis bricht's Eis – Regie: gemeinsam mit Alexander Malachovsky
- 1978: Oskar Weber: Seinerzeit ausverkauft: Fahr'n ma, Euer Gnaden! Ein musikalisches Münchner Lustspiel, mit der Musik von Raimund Rosenberger
- 1979: Ludwig Anzengruber: Der ledige Hof